# Красная мечеть (Шветцинген)

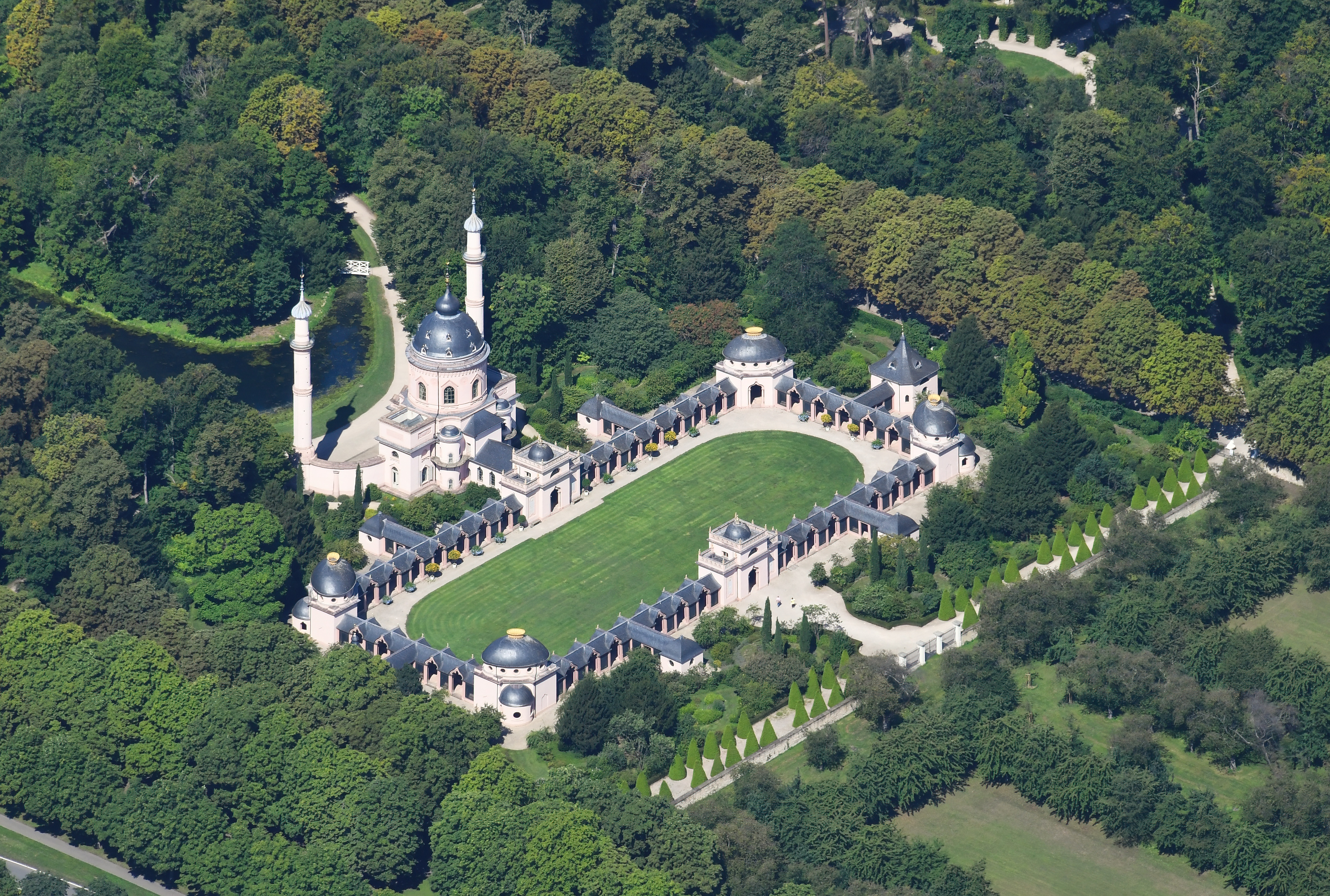
Вид с высоты на мечеть в парке замка Шветцингер

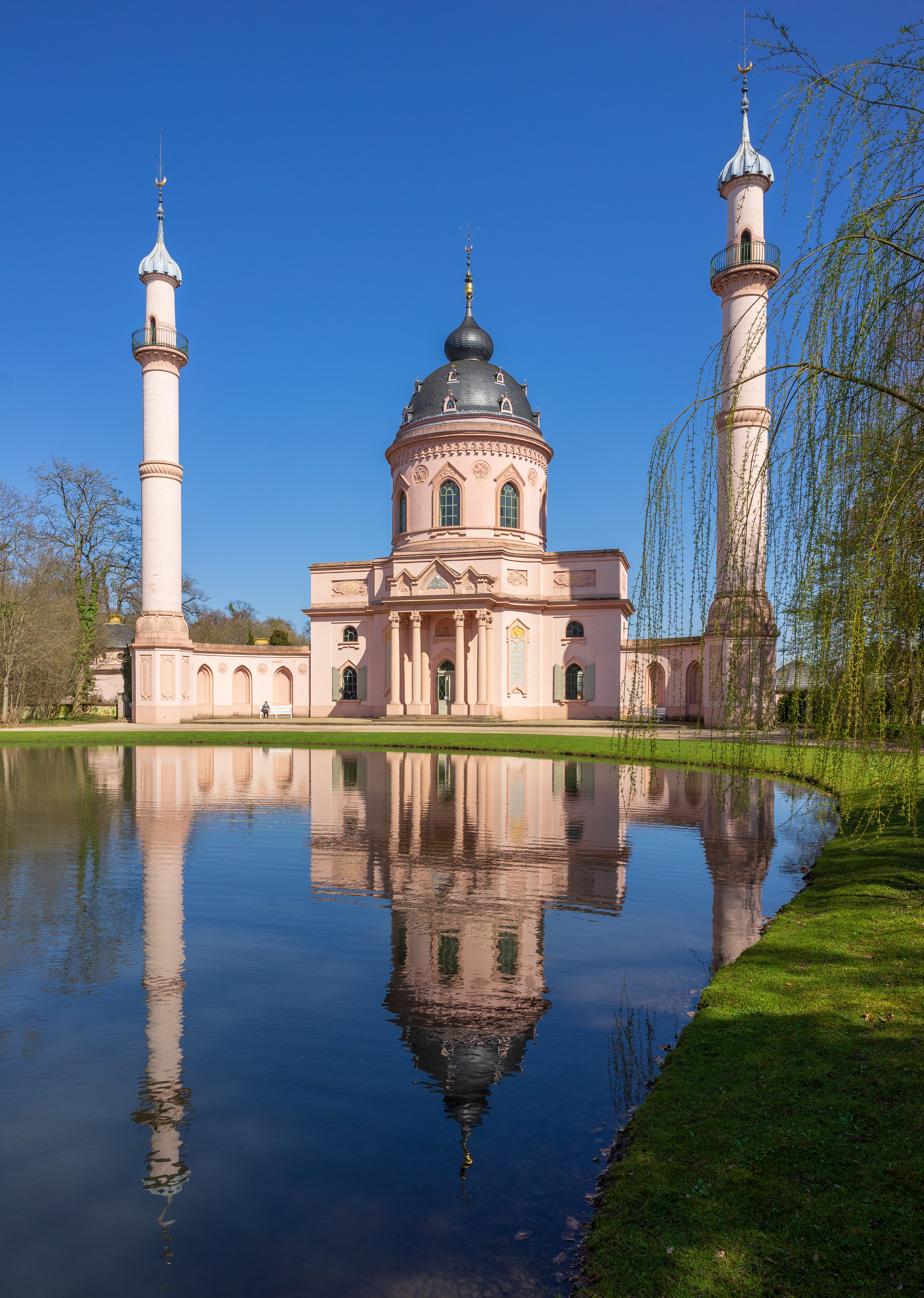
Вид на мечеть с Запада

 Красная Мечеть  (нем. Rote Moschee (также известна как «Мечеть в дворцовом саду Шветцинген») — самая старая мечеть в турецком стиле в Германии. Построена в 1779—1793 годах, расположена в южной части парка Шветцингер.

## История
Красную мечеть построил французский архитектор Николя де Пигаж по заказу курфюрста Пфальца. Она построена на территории Шветцингенского дворца в турецком стиле. Первым этапом строительства стал Турецкий сад (фр.  Jardin Turc) в 1776 году. Строительство мечети началось в 1779 году и было завершено в 1792—1793 годах, а минареты были завершены только в 1795—1796 году. Затраты составили около 120 000 гульденов. Это сделало мечеть самым дорогим зданием в садах. В то время, когда началось строительство, двор уже переехал в Мюнхен, потому что Карл Теодор стал курфюрстом Пфальца-Баварии в 1778 году. Структура не имела функции исламского молитвенного дома, но была предназначена, следуя просвещённой общей концепции дворцовых садов Шветцинген, выражать терпимость ко всем религиям и культурам мира. Ислам представляет собой учение мудрости, связанное с Востоком.
Хотя в здании отсутствуют некоторые элементы, типичные для мечети, оно фактически использовалось для исламских богослужений время от времени, например, после франко-прусской войны 1870—1871 годов, когда военнопленные из Магриба (вероятно, турки) размещались в военных госпиталях возле Шветцинген, а также в 1980-х годах.
С 1970 года весь дворцовый комплекс Шветцинген был реконструирован в соответствии с планом ухода за парком. Реставрация мечети началась в 1990-х годах и завершилась в 2007 году. Земля Баден-Вюртемберг инвестировала около 2,5 миллионов евро в ремонт мечети снаружи, 6 миллионов евро в обновление молельных проходов и 1,5 миллиона евро на внутренние работы.

## Архитектура
Купол мечети напоминает христианский купол собора Святого Павла в Лондоне, но отсутствует кафедра, алтарь и купель. В интерьере куполов преобладают звёзды как символ ислама. Стиль здания отнесён к так называемой турецкой моде. Хотя она похожа на мечеть, но в некоторых отношениях отличается от «настоящей» мечети: она обычно имеет закрытый двор, в сторону которого также оформлен фасад, а снаружи он просто обработан. В Шветцингене этого нет. Кроме того, в мечети Шветцинген есть галерея, аналог которой можно найти в монастыре христианского монастыря, и купол, имитирующий собор Святого Павла в Лондоне. Во внутреннем дворе есть фонтаны для ритуального очищения перед молитвой (омовение); интерьер включает кафедру и нишу, указывающую направление на Мекку (Кибла). Общее впечатление от купола, портика и отдельно стоящих башен больше всего напоминает собор Карлскирхе в Вене. Мечеть с потолком, украшенным звёздами, олицетворяет ночь и небо в духовном и духовном смысле и в то же время является символом жизни после смерти.

### План
Турецкий сад с мечетью образует прямоугольник, длинные стороны которого выровнены по направлению север-юг. Участок окружён стеной с севера, юга и запада. С восточной стороны проходит дорожка, отделяющая турецкий сад от фруктового сада. Мечеть вписана в западную стену и лежит своим куполом точно на центральной оси сада с востока на запад. План амбулатории основан на этом прямоугольнике; он занимает около двух третей площади пола. По оси восток-запад он прерывается двумя квадратными портальными сооружениями: с восточной стороны — выходом на галерею, а с западной — входом в мечеть. Четыре угла подчёркнуты наклонными павильонами. С двух длинных сторон, западной и восточной, к внешней стороне колоннады, на полпути между угловыми павильонами и портальными зданиями, пристроены небольшие павильоны с трельяжными коридорами. С двух узких сторон, северной и южной, есть также павильоны, которые примыкают к амбулатории коротким соединительным коридором. Эти постройки, известные как комнаты служителей мечети, немного больше павильонов по длинным сторонам.
Мечеть соединена с западным портальным зданием залообразной примыкающей к галерее флигелем. Семь ступеней ведут к входным воротам мечети. Территория вокруг галереи окружена кустами и небольшими деревьями. Гравийные дорожки проходят вокруг монастыря как внутри, так и снаружи. Справа и слева от мечети две небольшие дорожки, ведущие к порталам под минаретами; через них можно попасть перед западным зданием мечети. В юго-западном углу стены располагается каменная скамья, спрятанная за кустами, до которой можно добраться только по траве в виде извилистой тропинки. План этажа мечети и галереи определяется кругом, прямоугольником, квадратом и восьмиугольником. Первоначально квадратный план куба купольного здания с вогнутыми углами приближается к восьмиугольнику. Эти углы сформированы в четверть круга; круглые лестничные башни вписаны в северо-восточный угол и в юго-восточный угол. Однако планировка салона полностью соответствует правильному восьмиугольнику. Тамбур, на котором сидит купол, поднимается из этого куба в круглом плане. К северу и югу от этого купольного здания расположены квадратные помещения, к западу прямоугольный портик и к востоку упомянутый прямоугольный соединительный зал. От квадратных пристроек вогнутая стена тянется на запад к восьмиугольным основаниям минаретов, стоящих немного впереди неё. Из них, в свою очередь, возвышаются круглые башни минаретов. Идея квадрат-круг-восьмиугольник последовательно проводилась во всех компонентах.

### Внутренний двор

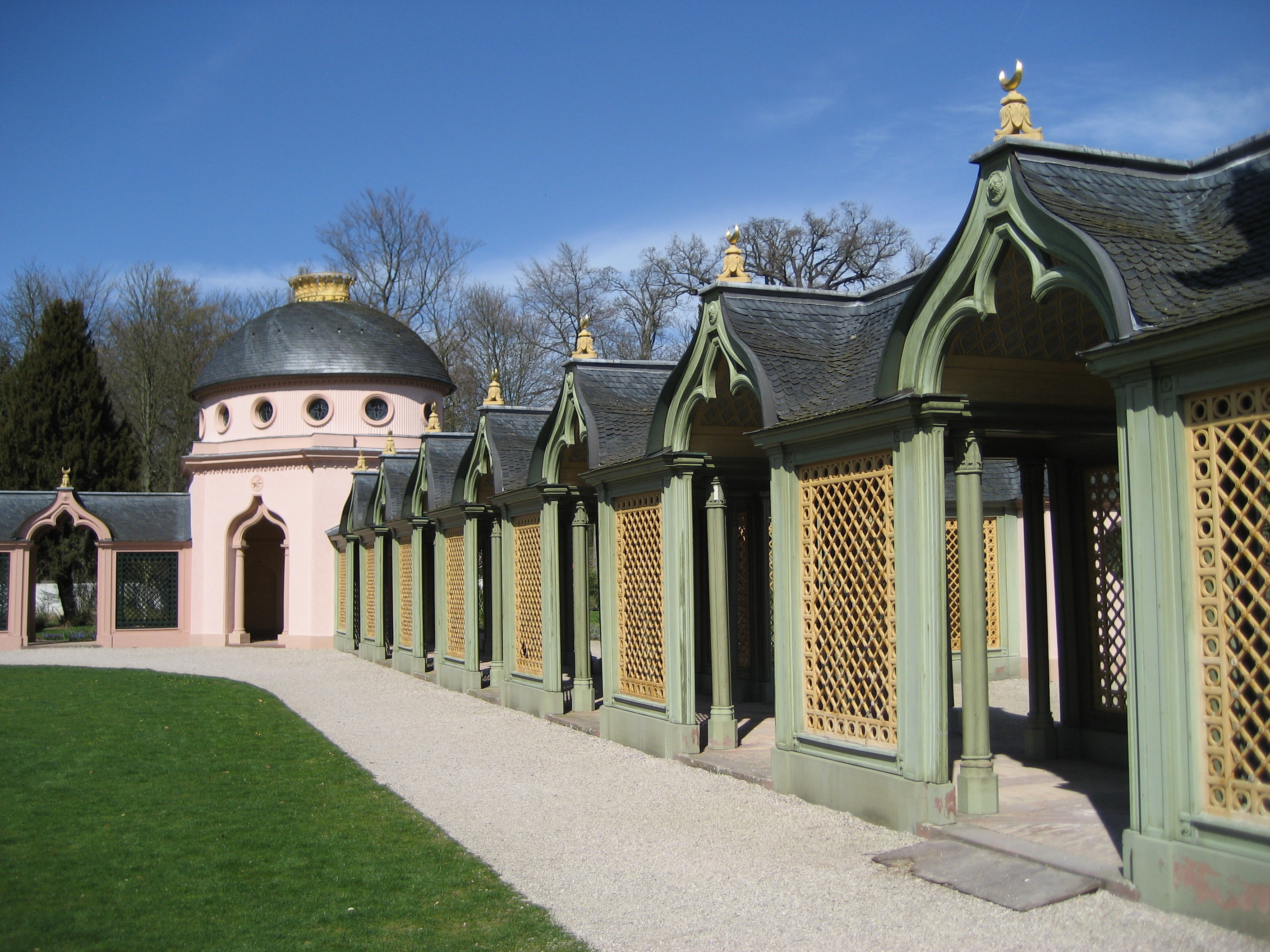
Крытая галерея с угловым помещением

Галерея состоит из трельяжных коридоров, которые прерываются двумя портальными зданиями и угловыми павильонами. Проходы оформлены лакированными бежевыми решётками, обрамлёнными лакированными зелёными несущими частями, периодически прерываемыми проходами. Эти проходы перекрыты фронтонами, которые спереди украшены трилистником. Сечение крыши в этих точках имеет форму арки. Крыша над коридорами двускатная, покрытая шифером. Сгруппированные столбы с листовыми капителями размещены в четырёх четвертях; основания также имеют восьмиугольный план. Проходы имеют плоские потолки, а потолки проходов сводчатые, что отделяет их от проходов. Оба украшены разными узорами.
Портальные корпуса и угловые павильоны имеют полутораэтажную высоту. На высоте смены этажа вокруг здания тянется уступ. Портальные постройки имеют балконообразную конструкцию, в середине которой над плоской крышей возвышается небольшой круглый купол. На полуэтаже расположен арочный оконный проём, напоминающий полумесяц. Угловые павильоны, как и мечеть, имеют круглый тамбур с круглыми окнами, на котором стоит круглый купол, увенчанный корзинообразным навершием.
Четыре небольших павильона на широких сторонах представляют собой одноэтажные здания, каждый со стрельчатым арочным окном снаружи и круглым окном на узких сторонах. Здания покрыты колоколообразными крышами. Все перечисленные типы зданий имеют стрельчатые арочные входы. Комната служителя также находится на одном этаже. Вход закрывается двустворчатой деревянной дверью. В каждой из коротких наклонных сторон есть небольшое остроконечное арочное окно, а в боковых стенах — круглые окна. Все это покрыто крышей в форме пагоды с четырьмя стрельчатыми световыми люками. Все здания выдержаны в том же оттенке красного, что и мечеть.
Крытая галерея была построена с 1779 по 1784 год, чтобы воспроизвести мечеть в Ковент-Гардене в Лондоне (ныне разрушенная). На Востоке образцом для мечети Ковент-Гарден послужила мечеть Селимие (построенная между 1569 и 1575 годами по приказу султана Селима II) в Эдирне (бывший Адрианополь). Строительство началось в 1782 году и продолжалось до 1786 года. Наконец, два минарета были завершены между 1786 и 1795 годами. Они представляют собой изображение двух столпов храма Соломона в Иерусалиме и отражают идеи эпохи Просвещения.

### Фасад

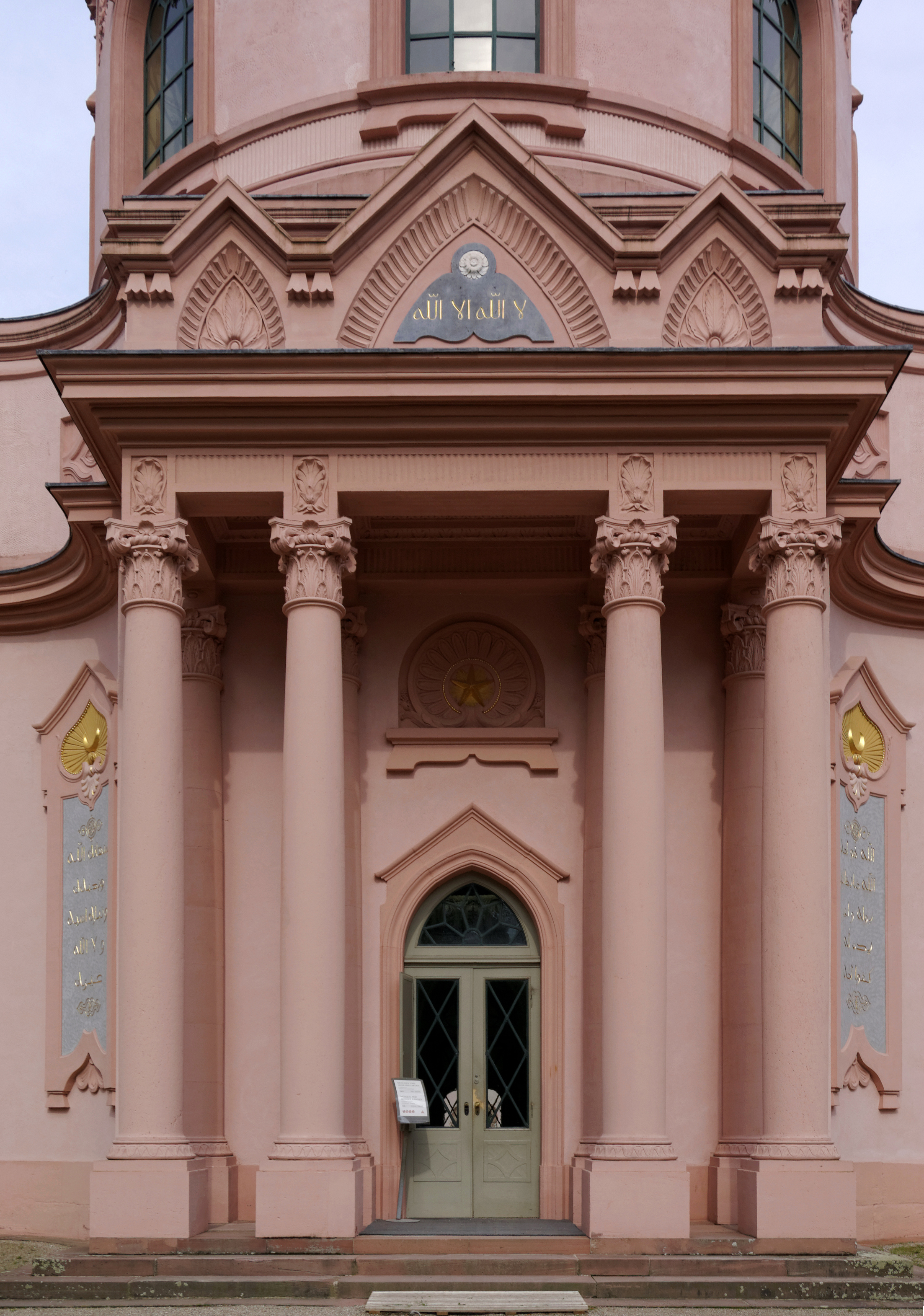
Портик мечети

На дизайн фасада повлиял фасад Карлскирхе в Вене. Западный вход мечети определяется портиком. Его фронтон поддерживается четырьмя полными колоннами и четырьмя трёхчетвертными колоннами, которые расположены попарно, чтобы обеспечить вид на вход. Колонны составные; Над коринфским венком из листьев аканта, строго отделённые от него, расположены ионические завитки. На капителях стоят бойцы, которые врезаются в архитрав и странным образом перебивают его.
Потолок портика разделён на три части по порядку расположения колонн и украшен в нишах декоративными панелями. Карниз опирается на архитрав, который охватывает все здание. Над ним находится мансардный этаж, который также охватывает все здание. Фронтон портика разделён на три остроконечные арки, средняя из которых выше двух боковых. Его внутреннее поле украшено арабской надписью, которая переводится как: «Есть только один истинный Бог». К стене здания тянется фриз в виде готического узора. Сима украшена каплевидными гуттами — орнаментом, часто встречающимся при дворе Карла Теодора. В отличие от сложного портика, портал выполнен довольно просто. Над двустворчатой дверью находится остроконечная рамка в стеклянной рамке. Над входом декоративное поле в виде ходульного полукруга. Ореол из ланцетных листьев окружает центральную звезду.
Непосредственно к портику примыкают вогнутые углы слева и справа, украшенные орнаментальными полями как ниже, так и выше уступа. Далее следуют наружные стены пристройки к купольному залу. В нижней части они прорваны стрельчатым арочным окном, а в верхней части, но ниже уступа, — плоским круглым арочным окном. Над уступом, на мансардном этаже, ещё одна декоративная панель. Теперь следуют вогнутые наружные стены, соединяющие минареты с основным зданием. Каждая из них украшена нишами с тремя остроконечными арками, а с западной стороны — тонди, украшенными розетками, которые также можно найти на барабане. С восточной стороны, по направлению к монастырю, стены не украшены. Карниз проходит ниже края стены к минаретам, которые все ещё окружены им.
Минареты имеют восьмиугольное основание с декоративными панелями со всех открытых сторон. Далее следует только что упомянутый карниз, из которого вырастает свод, ведущий к башне. На полпути между балконом и основанием башню обвивает декоративная лента в виде бус. Двери на балконы выходят на запад. Крыша представляет собой смесь луковицы и складного купола. Лестница башни закручена влево — необычный тип спирали, который также используется в Храме Меркурия. Каждая сторона пристройки имеет остроконечную арочную дверь посередине и круглое арочное окно над ней. В мансардном этаже снова продолговатое орнаментальное поле. С восточной стороны доминирует прямоугольный вестибюль, занимающий место портика с этой стороны и соединяющий главное здание с портиком амбулатории. По структуре он аналогичен западному фасаду, за исключением того, что лестничные башни вписаны в вогнутые углы. В нижней части они имеют дверь с остроконечной аркой и два окна с остроконечной аркой — разделение, которое отражается вверх на уровне платформы. Башни заканчиваются на уровне аттикового этажа и перекрыты полусферическим куполом.
Цилиндрический тамбур возвышается над кубом главного зала. В нижней части имеет гладкую узкую полосу в качестве основания. Над ним рифлёная полоса, заканчивающаяся карнизом. Карниз также является основанием восьми окон. Они имеют остроконечную арочную форму и покрыты треугольным фронтоном. Между треугольными фронтонами находятся упомянутые выше тонди. Стрельчатый арочный фриз замыкает тамбур и образует переход к полусферическому куполу. Как и все крыши, эта покрыта шифером и имеет 16 фронтонных окон, соответствующих тамбурным окнам, которые расположены в два ряда друг над другом. Купол завершается луковицей, увенчанной пятиконечным громоотводом.

### Внутреннее пространство

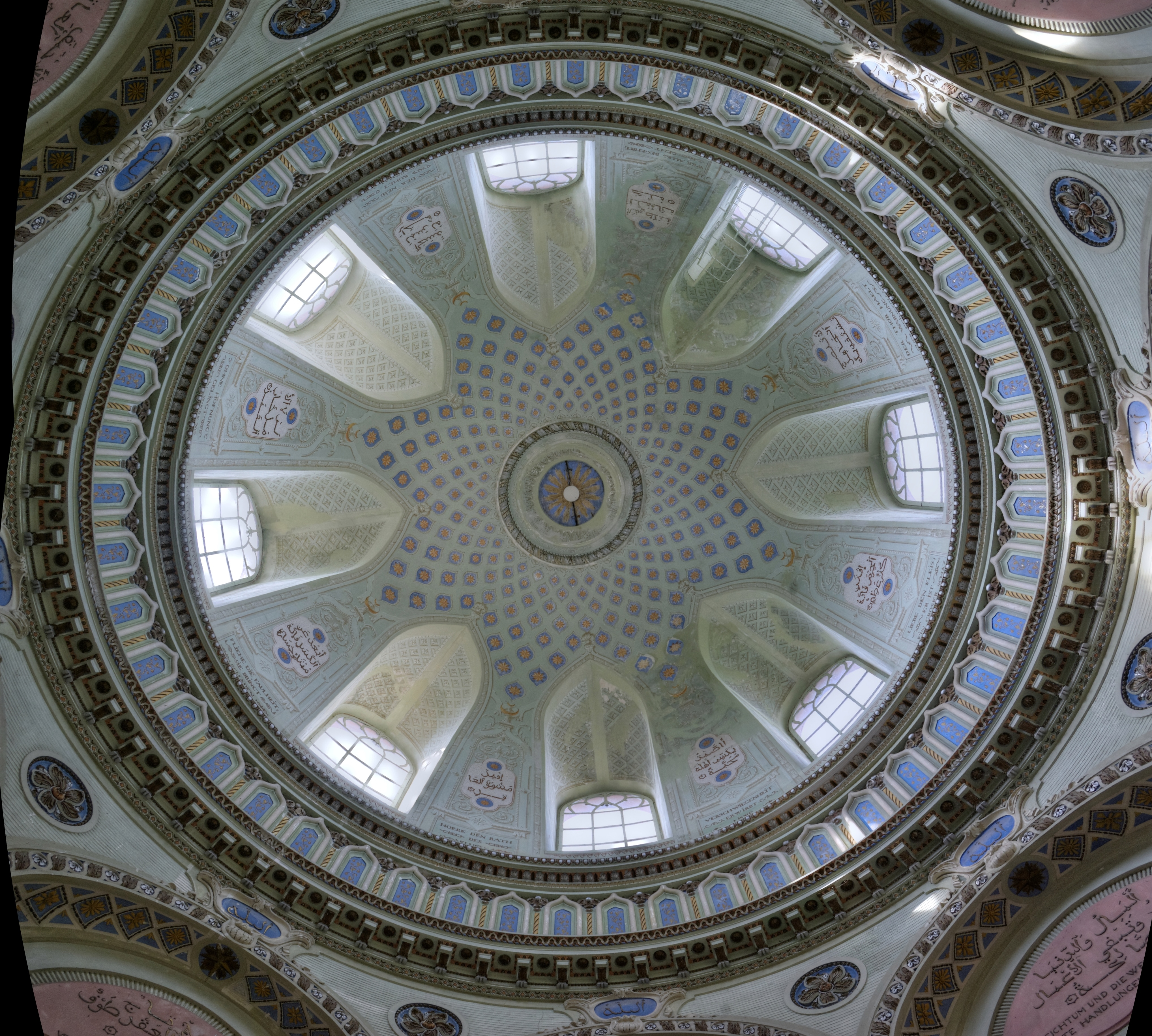
Внутренний вид купола мечети

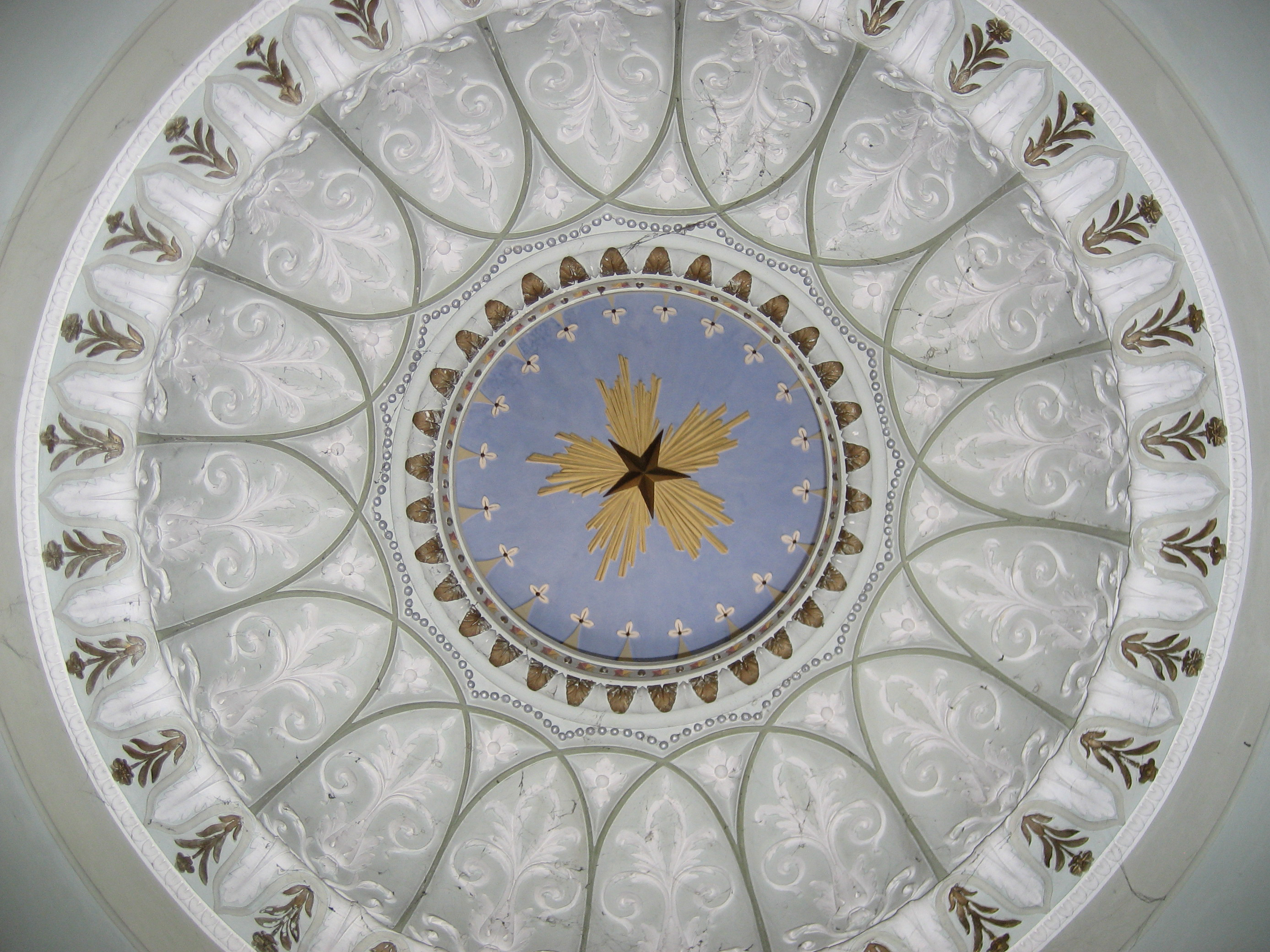
Созвездие малого купола в боковой комнате

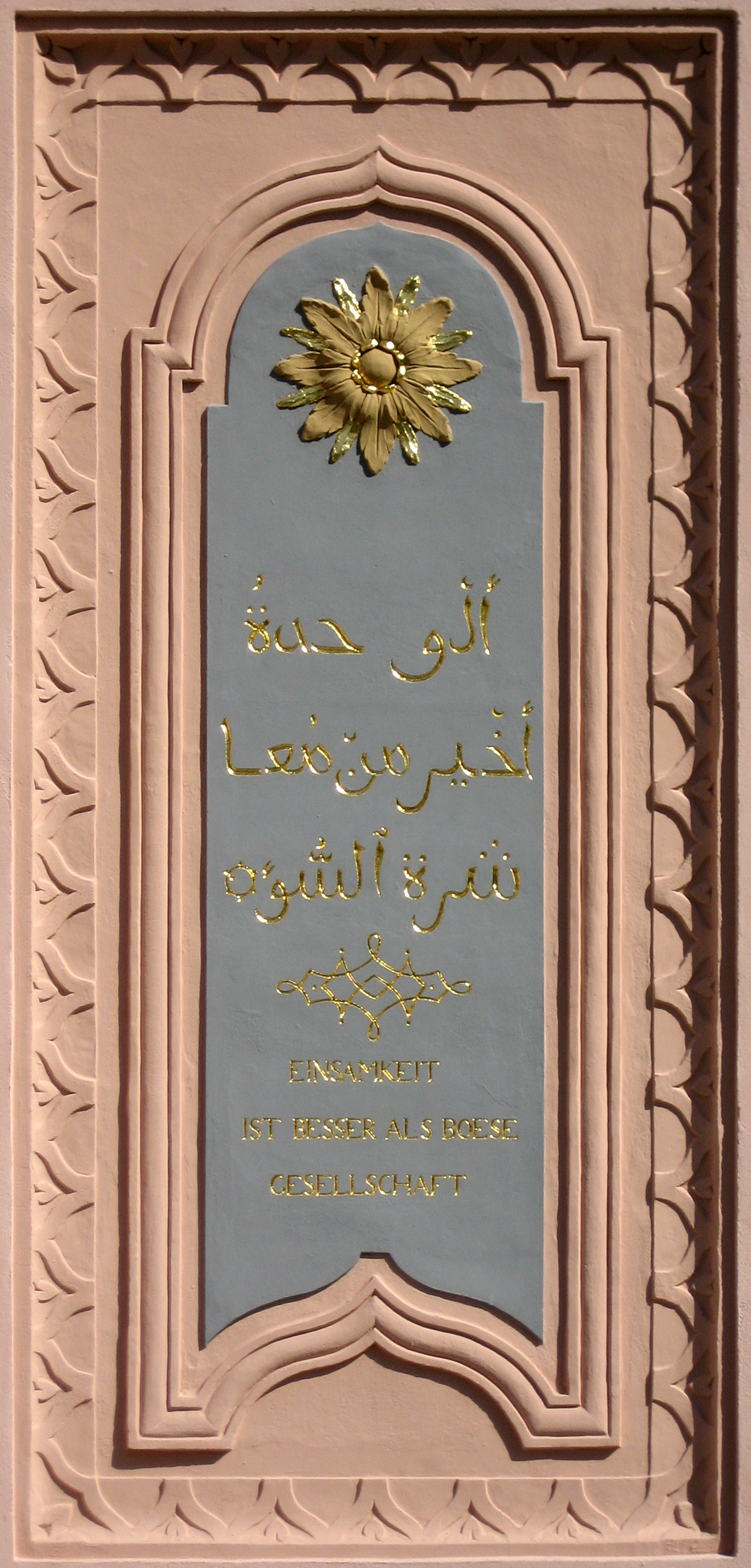
Декоративная табличка с арабской каллиграфией

Интерьер мечети, а значит, в основном купол, состоит из цокольного этажа, галерейного этажа и купола, изгиб которого начинается в интерьере на уровне тамбурных окон. В результате мечеть имеет, так сказать, внутренний купол, на котором размещён внешний. Поэтому внутри не видно ничего из шестнадцати световых люков внешнего купола.
Купольный зал имеет восьмигранную планировку на первом этаже. Снаружи это создаётся вогнутыми углами, внутри — аркадными нишами. Углы, где они встречаются, перекрыты колоннами, основание которых также восьмиугольное. Валы колонн рифлёные, а капители принадлежат ионическому ордеру. Колонны соединены со стенами у основания и импоста. Они несут полукруглые аркады, над которыми возвышается тамбур. Стенные ниши между ними двухэтажные. В главных осях первого этажа находятся как входные двери в купольный зал, так и входные двери в два флигеля. Над ними с трёх сторон расположены галереи, а с западной стороны — имитация архитектуры .можно увидеть нарисованный занавес.
Остальные четыре стенные ниши искусно украшены. В круглых арках, в свою очередь, прикреплены письменные таблички с мудростью.
Архивольт украшен лентой из листьев аканта, чередующихся с розетками. На короне восседает сияющая звезда, над которой находится картуш со словом «Аллах», написанным арабскими буквами.
Над ним простирается широкий консольный карниз, из которого вырастает тамбур. Внутри она намного короче, чем снаружи. Внутренний купол расположен ниже внешнего и, вероятно, соединён с ним фермой крыши, в которую также открываются шестнадцать световых люков. Тамбур разделён на сорок восемь вертикальных декоративных полей, которые сужаются к точке на узких сторонах и украшены растительным орнаментом.
Над тамбуром возвышается купол с восемью окнами, глубоко врезанными в него люнетами. Между ними снова арабески декоративные поля с мудростью арабской вязью, немецкий перевод которой можно прочитать в прямоугольном, похожем на пьедестал поле ниже. Отверстия люнетов также украшены ромбовидным узором. В центре купола золотая восьмиугольная звезда на голубом фоне. Стоя в центре комнаты, глядя в купол, создаётся впечатление, что люнеты окон указывают на звезду в центре. Это создаёт ощущение, что вся внутренняя архитектура сосредоточена на этой звезде.
Две квадратные боковые комнаты спроектированы таким же образом. По оси север-юг находятся двери в купольный зал и наружу в сад. Восточная и западная стены разделены стрельчатыми окнами. По углам кубические колонны, поддерживающие своды щита. Как и их аналоги в купольном зале, они рифлёные; их капители представляют собой сочетание дорического и ионического ордеров. В центре потолка есть круглое отверстие, над которым возвышается купол. Звезду также можно найти в этой точке.

### Надписи
Арабские пословицы, которые нанесены на декоративные панели интерьера и внешнего фасада, носят не чисто исламский характер, а представляют собой гуманистически-монотеистические учения, заимствованные из арабского мира. Снаружи их можно найти у входных павильонов галереи и мечети; в помещении их можно найти в тамбуре между окнами и в нижней части аркадных арок. За исключением надписей на западном фасаде, которые выполнены только арабским шрифтом, каждая из них сочетается с немецким переводом латинским шрифтом, при этом арабская версия всегда появляется над немецким переводом. Всего имеется 23 надписи, 20 из которых восходят к арабскому происхождению.
Помимо непереведённых надписей на западном фасаде, имеющих чёткую религиозную отсылку, остальные представляют собой вселенские мудрости по этике и морали. В случае с арабскими иероглифами заметно, что почти все таблички имеют ошибки в пунктуации согласных и вокализации арабского языка. Художник, наносивший надписи, очевидно, не владел арабским языком и, вероятно, заимствовал шрифт с печатных шаблонов. Темы включают мудрость и безрассудство, экспансивность и осмотрительность, усердие и праздность, стремление к добру, непостоянство и наставление.
Надписи на западном фасаде — единственные, которые имеют чёткую отсылку к Корану и не были переведены. Над главным порталом находится первая часть мусульманского вероучения, которая гласит:  «Нет бога, кроме Аллаха» . На двух панелях справа от портика — сокращённые формы сур из Корана, немецкий перевод которых гласит:  «Подавайте милостыню, пока не пришла смерть»  и  «Он не был рожден, и нет никого, равного Ему» . Верхняя панель слева от портика представляет собой сокращённый молитвенный ряд и переводится как:  «Благословен Ты, и Тебе хвала. Благословенно имя твое, и кроме тебя нет бога» . Нижняя панель снова является аббревиатурой суры и гласит:  «Тогда восхваляй своего Господа и проси у него прощения! Он милостив!» 

## Галерея

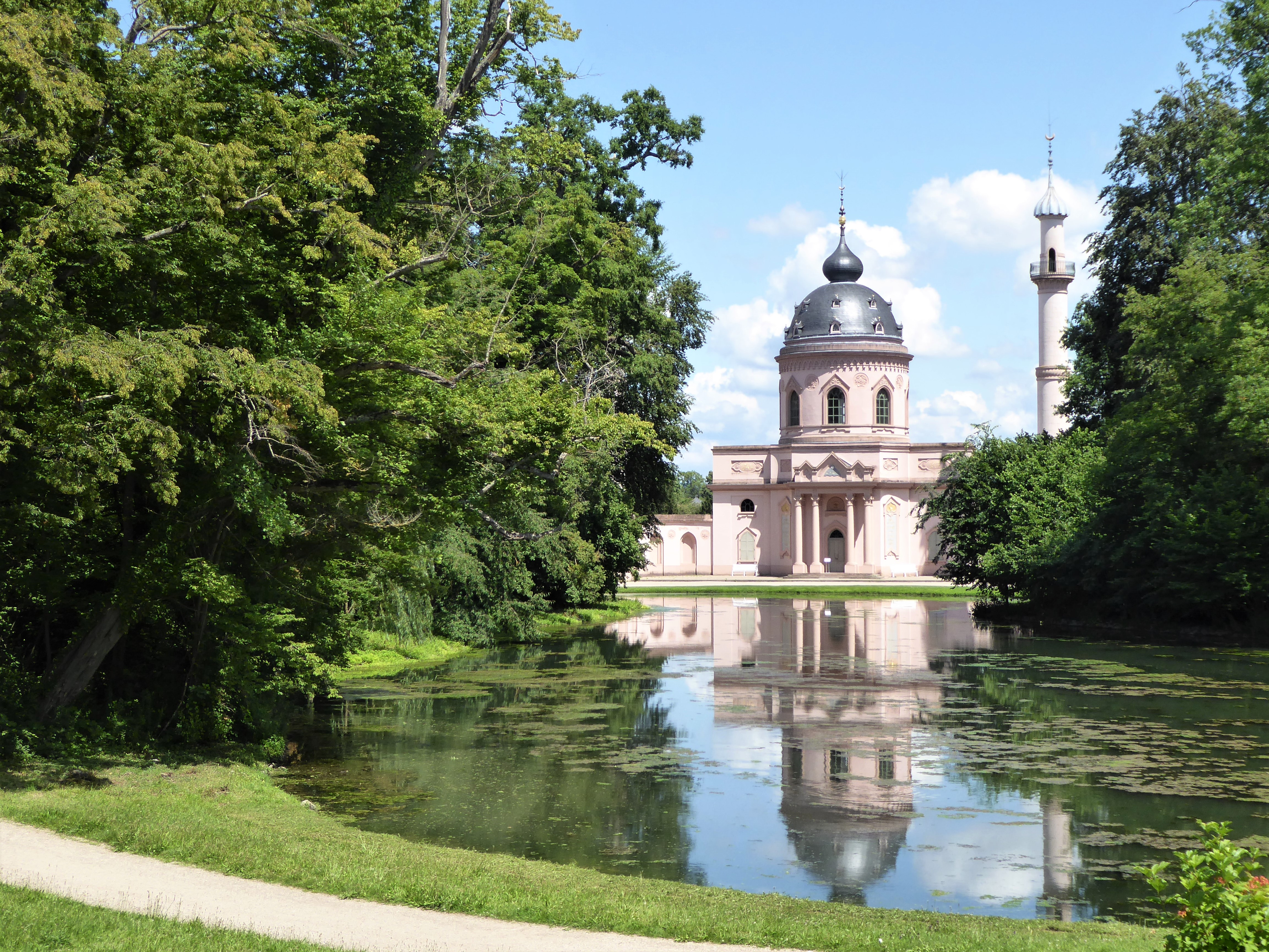
Пруд рядом с мечетью
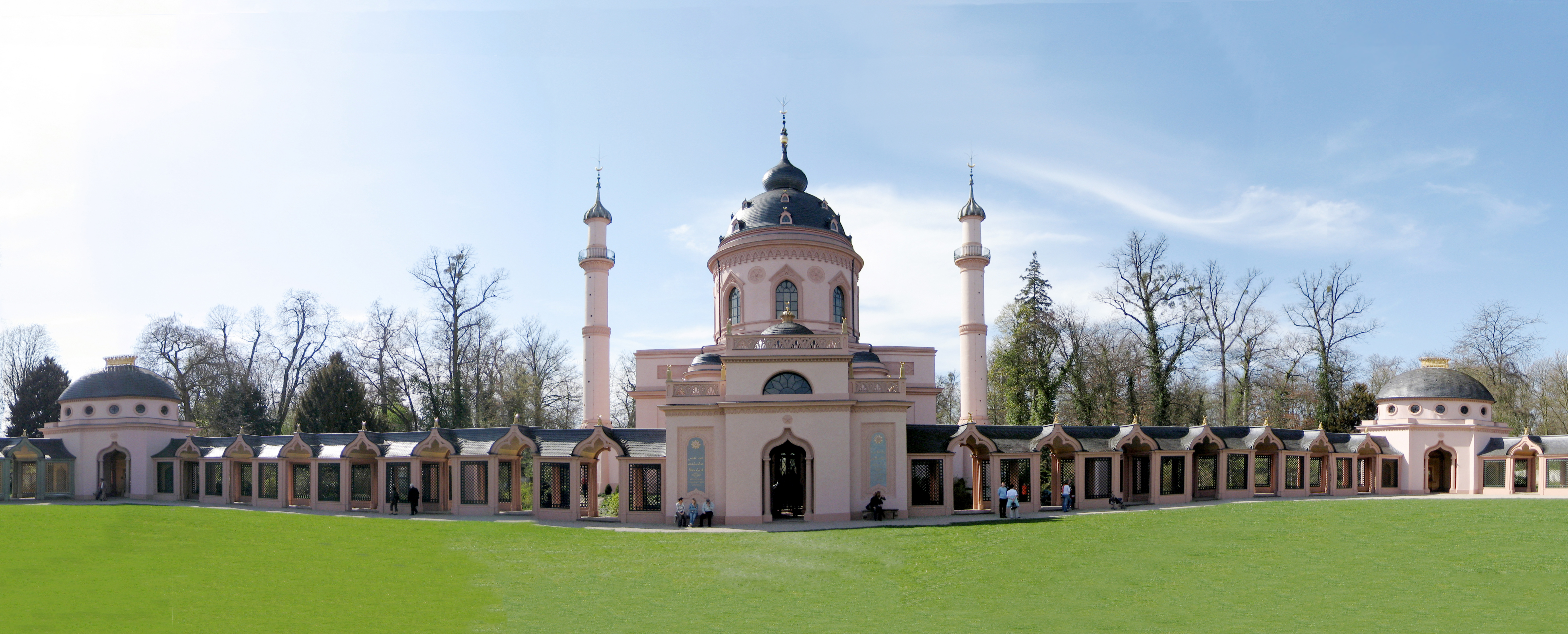
Внутренний двор мечети с центральным входом и угловыми постройками в дворцовом саду Шветцингена
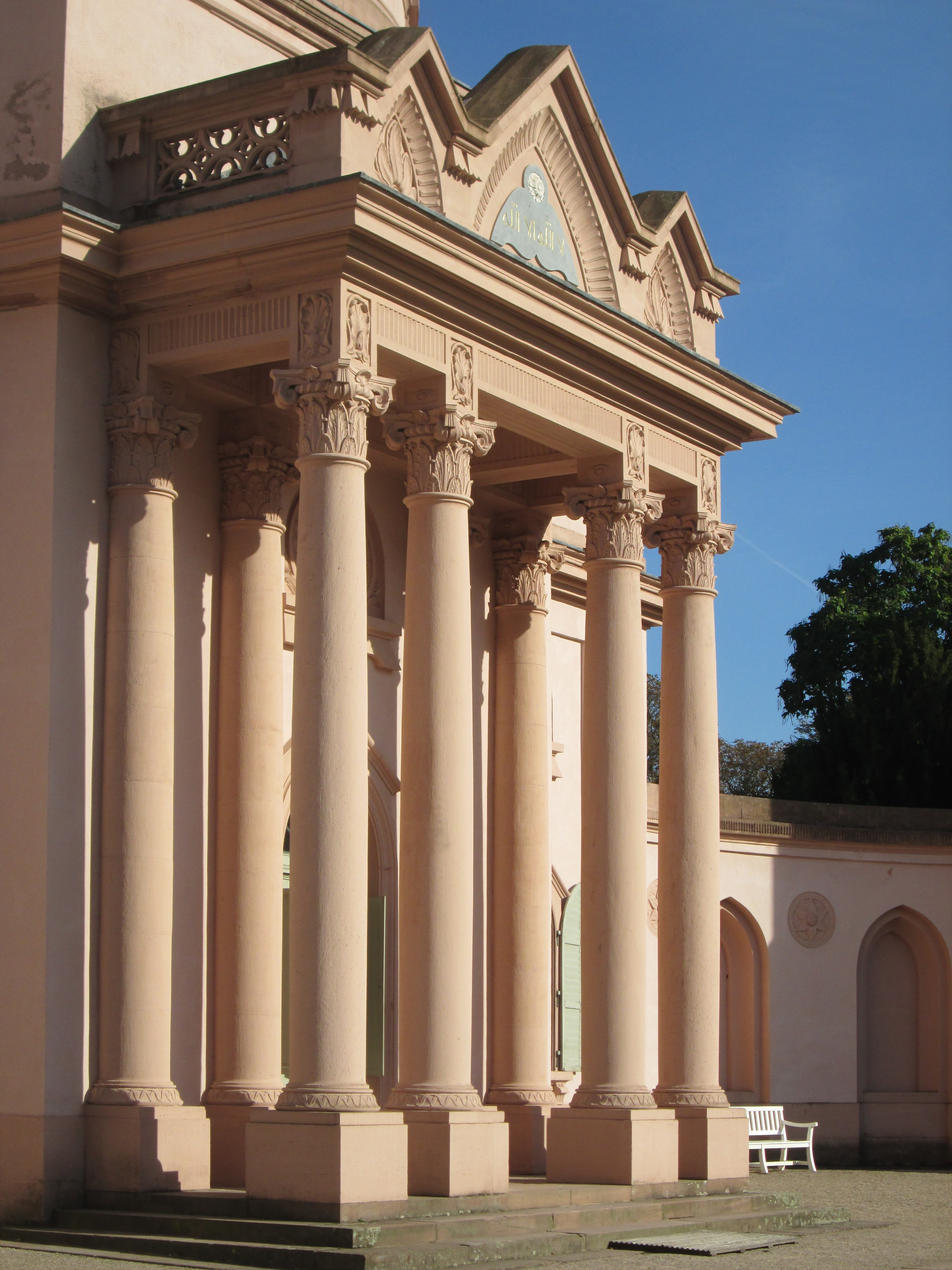
Портал мечети, вид с боку
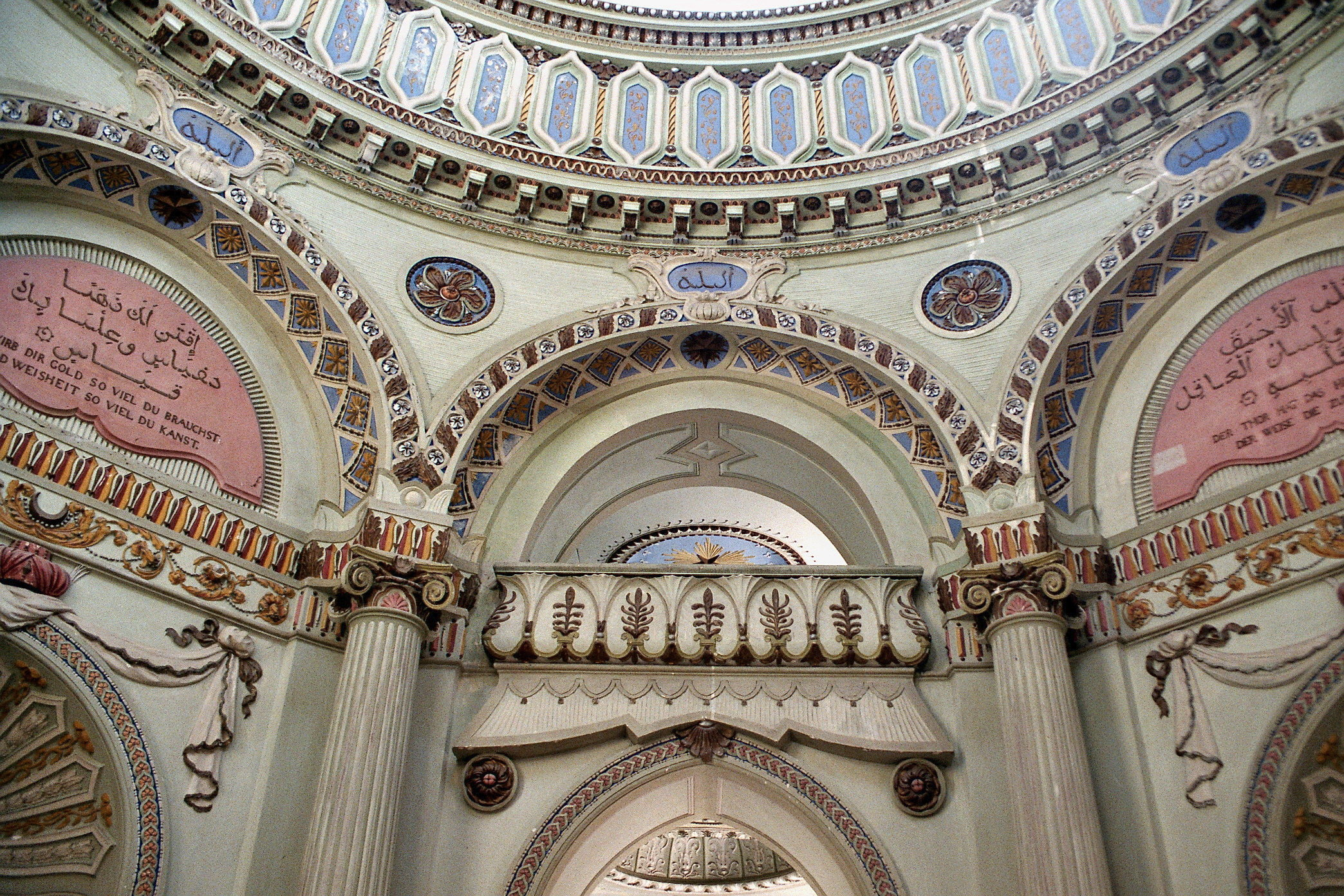
Стены основного зала украшены орнаментом, надписи — изречения из Корана
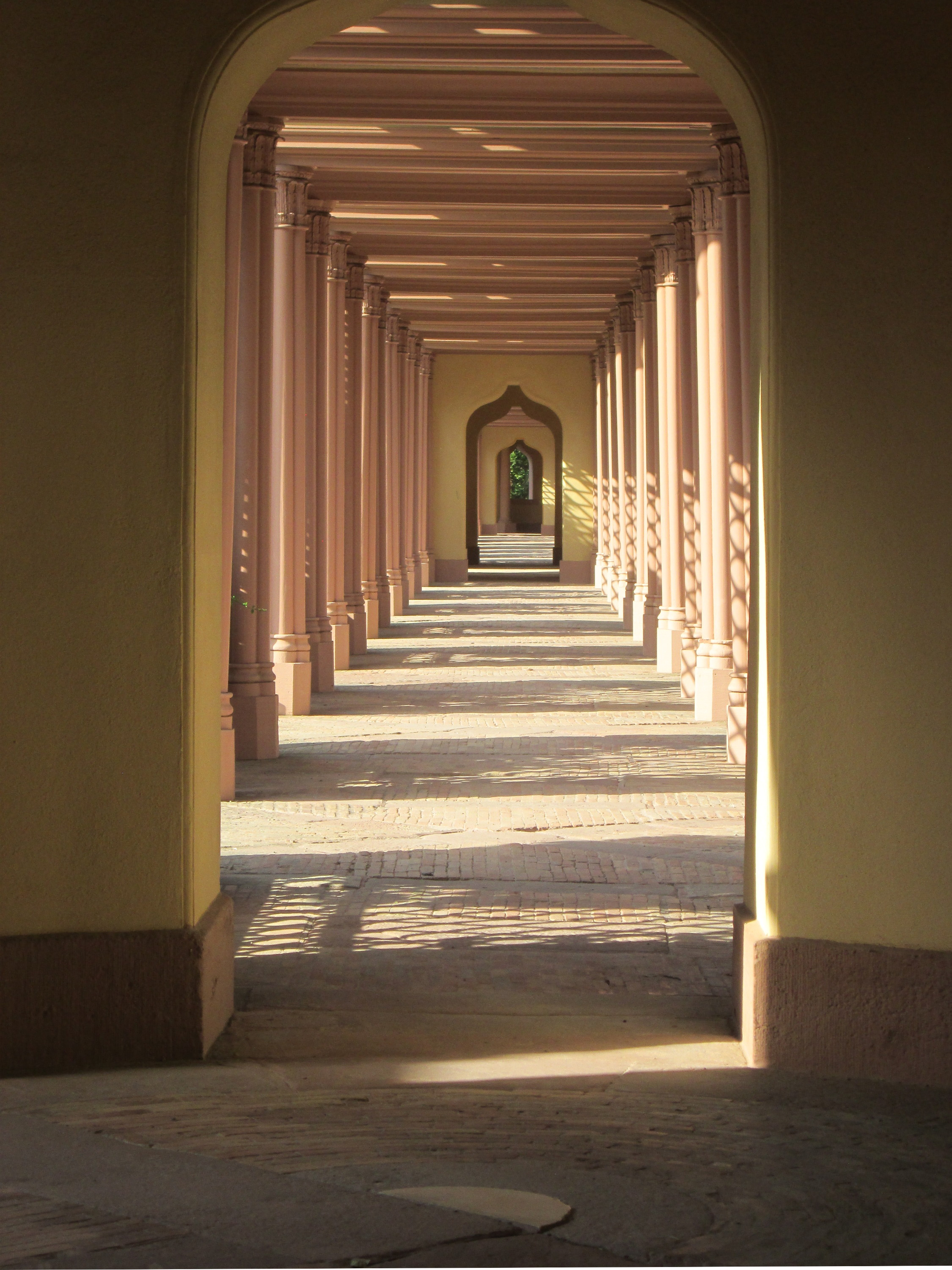
Летняя галерея
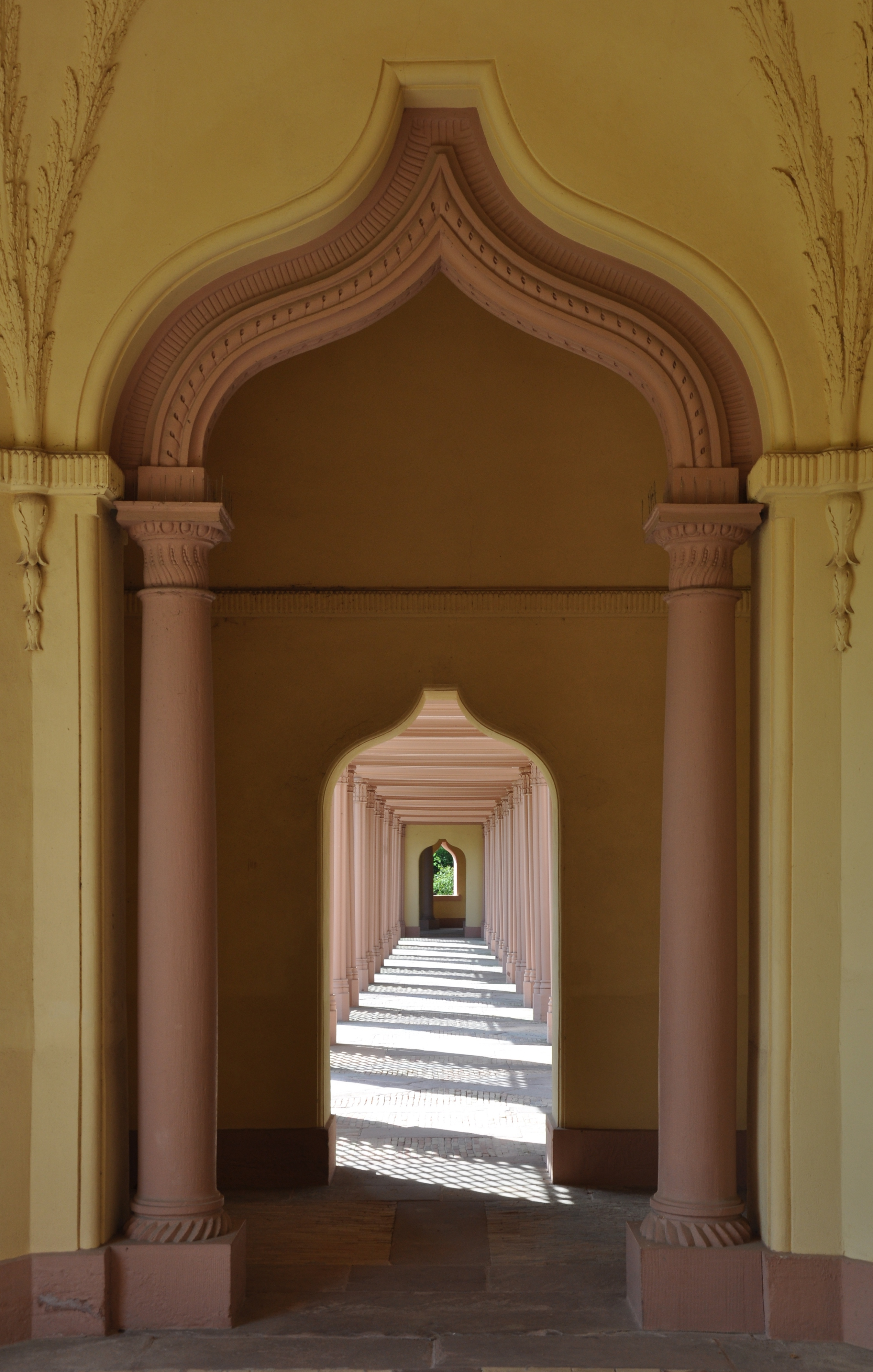
Декоративные арки летней галереи
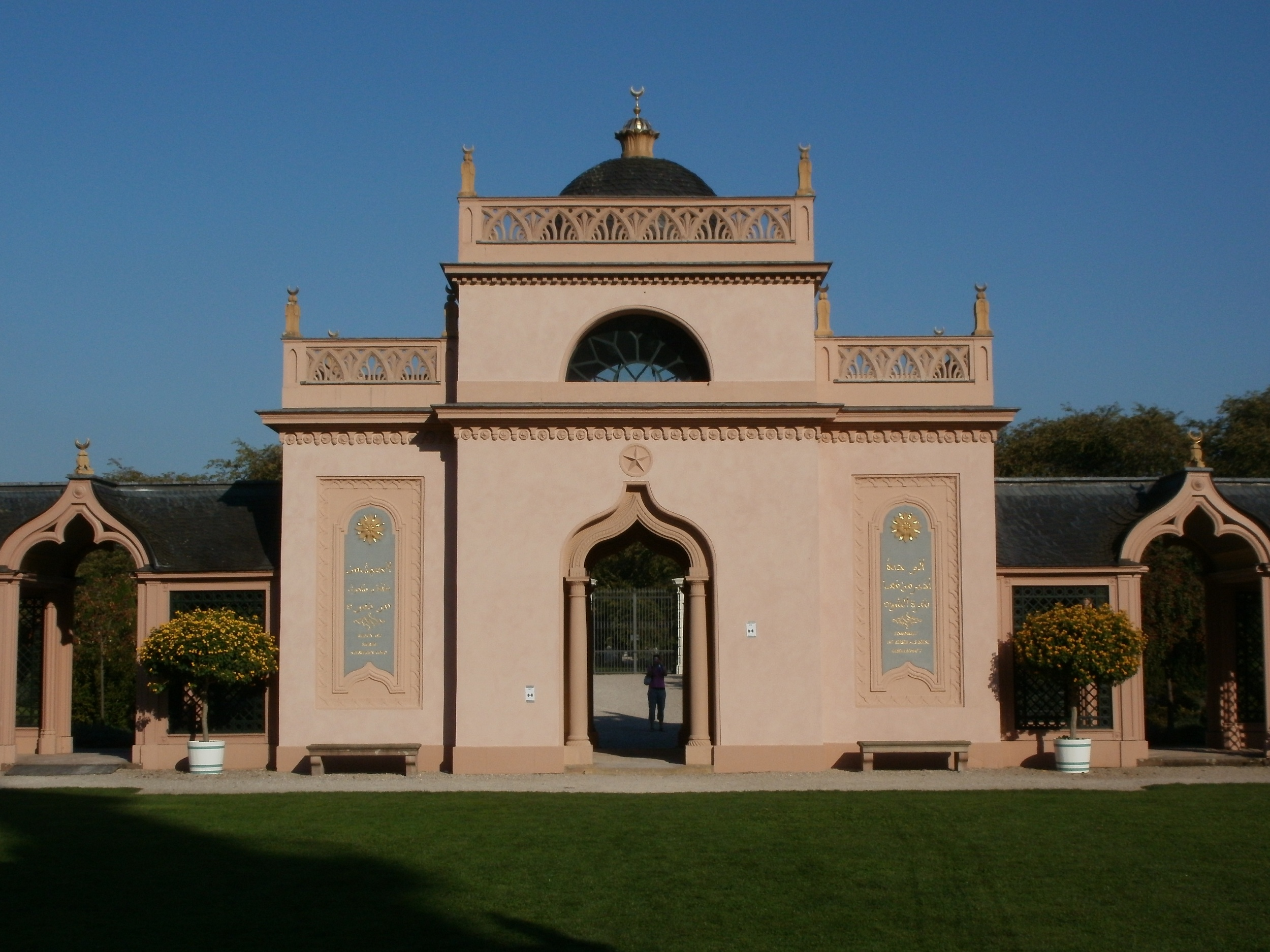
Вход в летний двор мечети с другой стороны
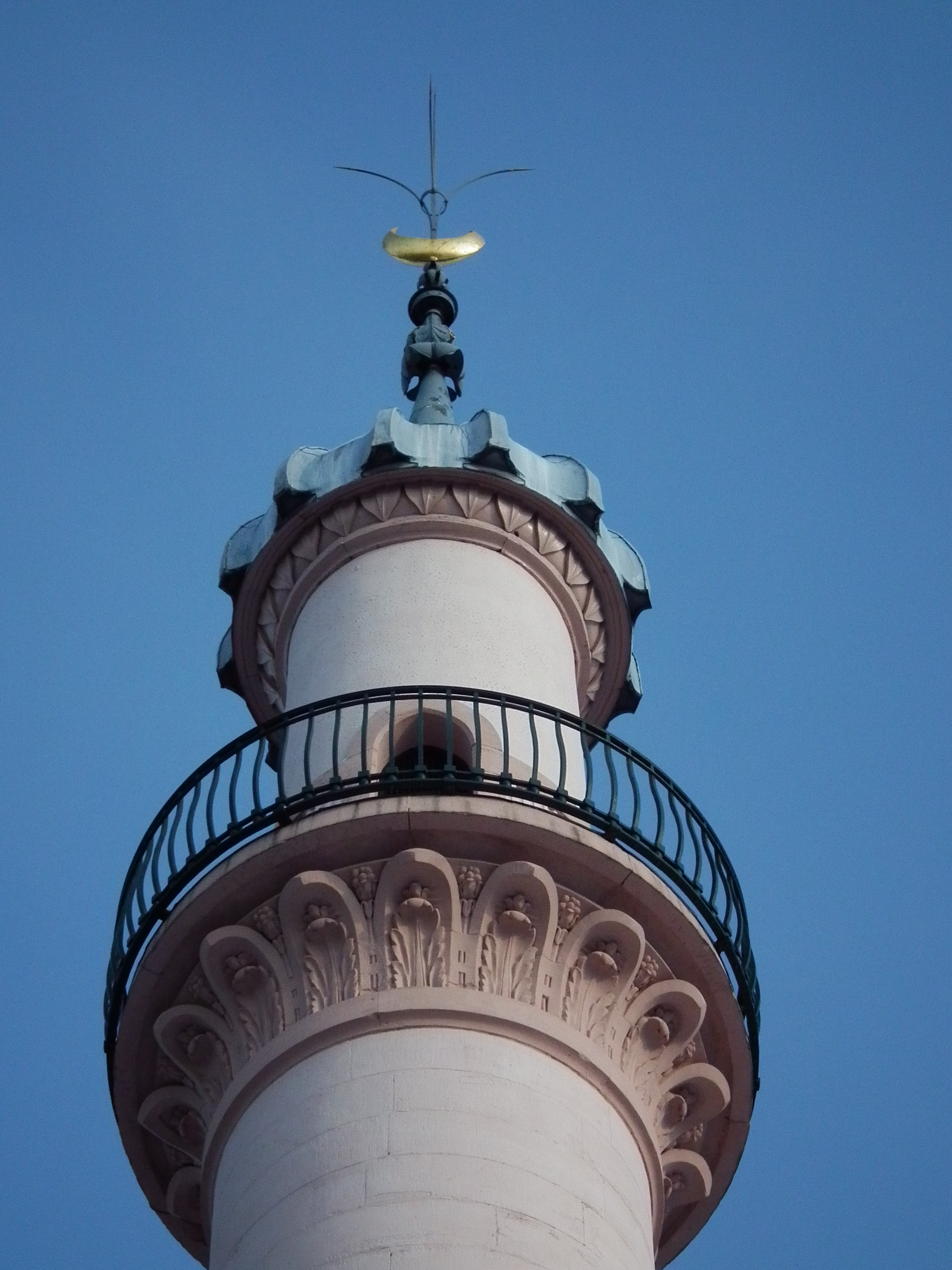
Верхняя часть минарета